# Clusia sphaerocarpa
Clusia sphaerocarpa är en tvåhjärtbladig växtart som beskrevs av Jules Émile Planchon och Triana. Clusia sphaerocarpa ingår i släktet Clusia och familjen Clusiaceae. Inga underarter finns listade i Catalogue of Life.